# Pravyj Sektor
Pravyj Sektor (in ucraino Пра́вий се́ктор?, letteralmente Settore destro) è un partito politico e organizzazione paramilitare ucraina di estrema destra. È un collettivo paramilitare di un certo numero di organizzazioni, descritto come ultranazionalista, neonazista o neofascista. Il gruppo dichiara di avere almeno dai 5.000 ai 10.000 membri e ha rapporti internazionali con organizzazioni di matrice neofascista. Emerge per la prima volta alla fine del novembre 2013 nella proteste dell'Euromaidan a Kiev, come alleanza di estrema destra di diversi gruppi nazionalisti ucraini e dell'Assemblea Nazionale Ucraina – Auto Difesa Nazionale Ucraina (UNA-UNSO). Nonostante ciò Pravyj Sektor mantiene posizioni di euroscetticismo.

## Storia

### Origine
Pravyj Sektor si identifica nella tradizione nazionalista ucraina, quale l'Esercito Insurrezionale Ucraino (UPA), che durante la seconda guerra mondiale ha combattuto contro l'Unione Sovietica e, prima di allearvisi come collaborazionisti, contro l'Asse. Dmytro Jaroš, leader di Pravyj Sektor, ha addestrato nazionalisti armati in esercitazioni militari fino al collasso dell'URSS.
Secondo Jaroš e altri membri, l'organizzazione si è formata o compresa in affiliazione ad altri piccoli gruppi di estrema destra e nazionalisti, compreso il Tridente di Stepan Bandera (Jaroš stesso), il Martello Bianco, I Patrioti Ucraini (Andrіj Bіlec'kyj), e UNA-UNSO (Jurij Šuchevyč). Andrij Tarasenko, leader di Pravyj Sektor del reparto di Kiev, data la nascita dell'organizzazione al tardo novembre 2013 e dichiara che "la maggior parte dei partecipanti sono semplici cittadini che non hanno nessun collegamento con una qualsiasi altra organizzazione".
Il 6 marzo 2014 Pravyj Sektor ha annunciato sul suo sito web la propria intenzione di dissociarsi dal Martello Bianco, citando la presenza del gruppo come diffamante e impossibilitati a disciplinare il gruppo.
Jarosh ha dichiarato che Pravyj Sektor ha ricevuto alcuni finanziamenti dalla diaspora ucraina.

### Ingresso nel Maidan
Nel gennaio 2014 Pravyj Sektor divenne uno degli attori più importanti negli scontri in Via Hruševs'k, come parte della protesta Euromaidan, nello stadio successivo e maggiormente violento. Il 19 gennaio 2014 Pravyj Sektor incoraggiò i suoi membri a portare al luogo della protesta bottiglie per produrre bombe molotov. Il governo Janukovič classificò Pravyj Sektor come un movimento estremista minacciando i suoi membri con l’imprigionamento.
Secondo Volodymyr Iščenko, che cita il Guardian, Pravyj Sektor fu responsabile del violento attacco all'amministrazione ucraina del 1º dicembre 2013 e anche di un'altra violenta provocazione ai danni della polizia. Il capo di Pravyj Sektor, Dmytro Jaroš, ha dichiarato di aver ammassato un arsenale di armi letali.

### Dopo Janukovyč
Pravyj Sektor fu descritto come il gruppo meglio organizzato ed efficiente all'interno del Maidan. In seguito al collasso del governo Viktor Janukovyč nel febbraio 2014, con la polizia che aveva ormai abbandonato in maniera significativa le strade di Kiev, gruppi di giovani, compresi membri di Pravyj Sektor, incominciarono a pattugliare le strade armati per la maggior parte di mazze da baseball.
Nel febbraio del 2014 Jaroš e l'ambasciatore d'Israele in Ucraina si accordarono per stabilire un centralino telefonico di assistenza per prevenire provocazioni e azioni coordinate in caso di disordini. Il gruppo garantì di conseguenza protezione agli ebrei di Odessa. La Russia menzionò attacchi da parte di Pravyj Sektor a russofoni ed ebrei come motivazione principale dietro l’invio di truppe russe in Crimea. Jaroš fu proposto come possibile capo del Segretario della Sicurezza Nazionale e del Consiglio di Difesa, ma senza successo. Gli fu successivamente offerta la posizione di vicecapo del Consiglio di Sicurezza Nazionale, ma si rifiutò, dicendo di considerare l’incarico al di sotto del suo livello.
In un sondaggio condotto dal Centro di Ricerca SOTSIS (25 febbraio – 4 marzo 2014), la possibile candidatura di Jaroš alle successive elezioni presidenziali (previste per il 25 maggio) ricevette il supporto dell'1,6% degli intervistati. Il 7 marzo 2014, il sindaco di Kiev Andrij Tarasenko affermò alla Interfax ucraina che il "movimento informale" sarebbe stato trasformato in un partito politico nel congresso del 15 marzo. L'11 marzo 2014, alla Duma di Stato russa, il leader dell'opposizione Valerij Raškin invocò l’intervento dei servizi speciali russi perché “liquidassero” Jaroš e Oleksandr Muzyčko, responsabile di Pravyj Sektor per l'Ucraina occidentale.
Oleksandr Muzyčko fu in seguito ucciso a Rivne, in Ucraina occidentale, il 24 marzo 2014. Il Ministro degli Interni ucraino dichiarò che Muzyčko era stato ferito da un'arma da fuoco dopo aver sparato contro la polizia e contro le forze speciali Sokil: catturato vivo e arrestato, sarebbe morto a causa delle ferite riportate prima che arrivassero i soccorsi. La polizia ha dichiarato che era stato detenuto in seguito a sospette responsabilità nell'organizzazione di collegamenti criminali, vandalismo e percosse a pubblico ufficiale. I portavoce di Pravyj Sektor risposero invece che Muzyčko era stato ammanettato e che quindi non avrebbe potuto sparare contro la polizia, e accusarono il Ministro degli Interni Arsen Avakov come responsabile della sua morte, che promisero di vendicare.
Il 31 marzo 2014 un attivista di Pravyj Sektor aprì il fuoco nel centro della capitale ucraina vicino al ristorante “Mafia”. Tre persone, compreso il vicepresidente dell'amministrazione della città di Kiev Bogdan Dubas furono ferite. Il responsabile fu in seguito arrestato e trovato ubriaco.
Pravyj Sektor fu coinvolta negli scontri che portarono al controverso Incendio della Casa dei sindacati di Odessa, avvenuto il 2 maggio 2014, in cui trovarono la morte 48 persone fra attivisti e personale del sindacato.

### Guerra russo-ucraina del 2022
Durante le prime fasi dell'invasione russa dell'Ucraina del 2022 i combattenti di Pravyj Sektor hanno partecipato alla battaglia di Mariupol' e alla difesa della regione di Charkiv. In quest'ultima operazione Taras Bobanyč, comandante del 2º Battaglione dell'Esercito Volontario Ucraino, è stato ucciso vicino a Izjum il 9 aprile. A partire dal novembre 2022 il grosso dei reparti militari di Pravyj Sektor sono stati unificati sotto il comando della 67ª Brigata meccanizzata.

## Ideologia
La visione ideologica di Pravyj Sektor emerge da una relazione tenuta da Jaroš ai militanti di Kiev, subito dopo il referendum col quale la Crimea viene annessa alla Federazione Russa. Jaroš sentenzia lì che dopo l'11 settembre 2001, si è assistito pian piano ad una internazionalizzazione bipolarista dei due imperialismi americano e russo, nella sostanza alleati anche se talvolta in contrapposizione su elementi particolari. In parte, una nuova Jalta sarebbe stata sancita dal genocidio neostalinista di circa 800.000 ceceni compiuta dai russi nella sostanziale compiacenza delle forze imperialiste militari statunitensi. (Qui il dato di Jaroš è approssimativo, in quanto nel corso delle due guerre di certo centinaia di migliaia di innocenti ceceni sono morti, ma è difficile affermare che dopo l'11 settembre 2001 siano morti 800.000 ceceni).
Va al riguardo notato che un battaglione nazionalista ucraino era presente in Cecenia durante i combattimenti. Era guidato da Oleksandr Muzyčko, ucciso nel 2014 dalla polizia ucraina infiltrata dall'FSB. Il gruppo nazionalista ucraino in Cecenia si distinse nelle operazioni antirusse e fu elogiato da Samil' Basaev. Pravyj Sektor, ideologicamente e geopoliticamente, appoggia e sostiene tutte le forze e le nazioni che vogliono rompere il nuovo blocco bipolare euroamericano e russo. Pravyj Sektor ha portato prove e documenti sulla combutta imperialista avvenuta a Kiev da almeno 14 anni tra multinazionali del gas russe e finanzieri tedeschi e americani.
Il personaggio politico più ammirato dai militanti dell'organizzazione, dopo Stepan Bandera, è senz'altro Benito Mussolini. Anche i combattenti del Battaglione Azov spesso hanno foto e poster di Mussolini. Dopo l'ingresso di truppe russe in Siria, nel settembre 2015, Pravyj Sektor ha diramato un comunicato salutando ed incitando alla battaglia i 6.000 combattenti ceceni che stanno in prima linea contro la dinastia di Assad. In pratica sostengono che Assad, come Kadyrov, sono solo strumenti dell'imperialismo russo, che vedono come un nemico strategico dell'Ucraina. Pravyj Sektor non ha militanti stranieri, ma solo ucraini. Nel Battaglione Azov vi è invece spazio anche per militanti filofascisti stranieri.

### Attivisti di Pravyj Sektor
Quale organizzazione paramilitare creata da un numero di organizzazioni ucraine dell'ala destra e nazionaliste, l'ideologia di Pravyj Sektor è stata descritta in diversi modi, di destra, ala destra, estrema destra, ultranazionalista. Ma soprattutto, Pravyj Sektor presenta se stesso come il difensore della nazione ucraina contro il multiculturalisimo e le influenze straniere e russe.

### Altri partiti politici ucraini
In una intervista, Jaroš ha dichiarato che Pravyj Sektor e Svoboda "hanno molte posizioni comuni se si parla di questioni ideologiche", ma che Pravyj Sektor "non accetta in assoluto alcuni aspetti razzisti che [membri di Svoboda] diffondono." Egli distingue le attitudini dei due gruppi riguardo a cittadini di nazionalità non-ucraine, citando la filosofia di Stepan Bandera: coloro che si “oppongono” alla lotta di liberazione nazionale debbono essere trattati in “maniera ostile”, ma coloro che vivono nel paese e che “non si oppongono” alla lotta di liberazione nazionale debbono essere trattati in “maniera tollerante” e coloro che combattono con il gruppo “per l'Ucraina” debbono essere trattati quali "camerati".
Allo stesso modo Tarasenko cita Bandera, affermando che: "Siamo i nemici di coloro che sostengono che non ci sia una Ucraina, o degli ucraini, o la lingua ucraina.”
Secondo Oleh Šynkarenko (giornalista ucraino a Kiev), Jaroš ha detto che Pravyj Sektor si oppone all'omosessualità e che i diritti di una nazione trionfano sui diritti umani.
In una intervista con uno dei maggiori giornali polacchi, Tarasenko ha dichiarato che territori polacchi come Przemysl debbono "ritornare" all'Ucraina e che si dovrebbero riavere le armi nucleari. Quando gli si domanda se Bandera fosse responsabile dell'uccisione di 100.000 polacchi in Volhynia, Tarasenko risponde che è un “nonsense”.
Secondo il consulente delle relazioni internazionali Emmanuel Dreyfus, Pravyj Sektor non si definisce né xenofobo né tantomeno razzista, ma nazionalista, che difende i valori dei bianchi e dei cristiani europei contro la perdita dell'identità nazionale.
Tarasenko ha dichiarato che il gruppo non ha “fobie”, che rispetta ogni altra nazione, che supporta il modello nazione-stato, e che nel nazionalismo ucraino non c'è sciovinismo.
Il sito web di Pravyj Sektor dichiara che i suoi membri sfiduciano sia le “ambizioni imperialiste” di Russia che dell'Occidente.

## Onorificenze
Nel gennaio 2022, il capitano Dmytro Kocjubajlo "Da Vinci" di Pravyj Sektor è stato insignito del titolo di Eroe dell'Ucraina e decorato con l'Ordine della Stella d'Oro per il coraggio sul campo di battaglia dal presidente dell'Ucraina Volodymyr Zelens'kyj.

## Politica

### Politica interna
Pravyj Sektor crede che la popolazione dovrebbe avere o conservare armi, come in Svizzera.

### Forza militare
Pravyj Sektor si è impadronito di armi militari da un arsenale del Ministero degli Interni nell'Ucraina ovest, vicino a Leopoli, intorno agli ultimi giorni di rivolta di piazza Maidan. Queste armi hanno raggiunto Kiev nel mese di febbraio, ma secondo i leader e gli analisti delle proteste non hanno avuto un ruolo rilevante nella caduta del governo ucraino. Pravyj Sektor ha inviato alcune armi alle autorità ucraine dopo la "rivoluzione" e mantenuto per sé altre. Secondo Jaroš, Pravyj Sektor ha reclutato ufficiali in pensione del Ministero degli Interni e delle agenzie di sicurezza. Al Newsweek ha dichiarato che il gruppo coordina le proprie azioni con l'esercito e la Sicurezza Nazionale e il Consiglio della Difesa e che “come in ogni esercito” ci sono specialisti allenati ad usare missili antiaerei S-300. Il 15 luglio 2014 è stato ufficialmente fondato il Corpo Volontario Ucraino, ad oggi conosciuto come Esercito Volontario Ucraino e operante a fianco delle Forze terrestri nel respingere l'invasione russa dell'Ucraina.